# Le avventure di Pinocchio (film 1947)
Le avventure di Pinocchio è un film del 1947 diretto da Giannetto Guardone.
Il film è la seconda traspozione cinematografica Italiana dell'omonimo romanzo  di Carlo Collodi, dopo il Pinocchio di Giulio Antamoro (1911). Per la prima volta Pinocchio è interpretato da un attore bambino, Alessandro Tommei, in costume da burattino. Girato a Viareggio si avvale del contributo di grandi attori e tecnici. Nella parte del pescatore verde appare un poco riconoscibile, per il trucco, Vittorio Gassman. Il doppiaggio venne effettuato dagli attori della CDC a Roma.

## Trama
Mastro Antonio, detto Mastro Ciliegia per il suo naso che sembra quello di una ciliegia matura, dona al suo amico Geppetto un pezzo di legno, che lui intaglia per poi fabbricare un burattino che chiama Pinocchio. Egli è vivo e comincia a fare monellerie. Il Grillo Parlante, che abita nella casa di Geppetto da più di 100 anni, lo rimprovera ma egli gli lancia addosso un martello per zittirlo. Dopo essersi bruciato i piedi promette di andare a scuola e Geppetto gli compra l'abecedario. Pinocchio pero vende l'abecedario per andare al gran teatro dei burattini, ma si pente quando scopre che deve fare i conti con Mangiafuoco, che inizialmente vuole punirlo ma poi gli dona 5 monete d'oro, quando Pinocchio gli racconta la storia del suo babbo Geppetto che è povero. 
Strada facendo Pinocchio incontra il Gatto e la Volpe che intenzionati a rubargli le monete gli fanno credere che se seminerà le sue monete nel Campo dei miracoli sarebbe spuntato un albero pieno di zecchini d'oro e Pinocchio pensa che sia vero. In seguito i due per sottrarre con la forza le monete a Pinocchio si travestono da briganti e lo impiccano. Pinocchio viene salvato da una bella bambina dai capelli turchini, che lo cura e gli domanda dove abbia messo le monete d'oro. Pinocchio dice a lei delle bugie e gli si allunga il naso. Pinocchio promette di non dire più bugie e la Fata lo fa tornare da Geppetto. Durante il tragitto di ritorno a casa da Geppetto Pinocchio incontra di nuovo il Gatto e la Volpe che questa volta riescono a rubargli le monete con l'inganno. Pinocchio denuncia il furto a un giudice che però lo mette in prigione. Dopo essere stato liberato Pinocchio corre dalla Fata ma scopre che questa è morta a causa del suo comportamento scorretto. 
Pinocchio si dispera e chiede del cibo ai passanti i quali però dicono a Pinocchio che se voleva mangiare avrebbe dovuto prima aiutarli e lui si rifiuta; acconsente però a una donna di portarle la brocca fino a casa; Pinocchio prima ottiene il permesso di bere dalla brocca e giunto a casa della donna scopre che è la fata turchina resuscitata. La Fata gli promette che se avesse fatto il bravo e fosse andato a scuola lo avrebbe fatto diventare un bambino vero. Pinocchio accetta va a scuola e diventa un bravo ragazzo, ma poi incontra un ragazzo svogliato di nome Lucignolo, che lo convince a partire con lui verso il paese dei balocchi, un posto dove tutti i ragazzi possono fare quello che vogliono e dove non si studia mai e dove non ci sono genitori. Pinocchio accetta e va con Lucignolo nel paese dei balocchi, ma dopo qualche tempo lui è Lucignolo si trasformano in asini, come castigo per non essere andati a scuola e perché il paese dei balocchi era stregato, e perché lì i bambini dopo essersi dati alla pazza gioia si trasformano in asini. Lucignolo viene destinato a lavorare nei campi mentre Pinocchio viene destinato a lavorare nel circo. La Fata lo fa tornare burattino. Pinocchio va a cercare Geppetto in mare ma viene catturato dal terribile pescatore verde che lo scambia per un pesce e decide di friggerlo in padella ma Pinocchio riesce a salvarsi e a tornare in mare, dove viene inghiottito dal Terribile Pesce-Cane. Nel ventre del mostro Pinocchio ritrova Geppetto, i due escono dalla bocca del cetaceo, nuotano nel mare, raggiungono la terraferma, si mettono in cammino e incontrano il Gatto e la Volpe che sono andati in rovina, poi Pinocchio chiama i gendarmi e il Gatto e la Volpe scappano via. Pinocchio si prende cura di suo padre e dopo molto tempo diventa un ragazzo vero.

## Produzione
Il film è prodotto da Giuseppe Pagliarini per la Fiaba Film e la Excelsa Film.

## Accoglienza

### Critica
Su la Rivista del cinematografo del 4 aprile 1948: 